# 尾関弘樹
尾関 弘樹（おぜき ひろき、1969年10月18日 - ）は、日本のラグビー指導者。

## プロフィール
- 岐阜県各務原市出身[1]。
- 現役時代のポジションはウィング(WTB)[2]。
- 日本代表通算キャップ数は5。
- 7人制日本代表に選ばれてラグビーワールドカップセブンズ1997の7人制日本代表に選ばれた[3]。

## 略歴
関商工高校、日本体育大学を経て、サントリー(現・東京サントリーサンゴリアス)に加入。
1996年5月11日に行われたパシフィック・リム選手権香港戦で日本代表初キャップを獲得した。
現役引退後、2014年、サントリーサンゴリアスのGMに就任。